# Alan McManus
Pour les articles homonymes, voir McManus.
Alan McManus, né le 21 janvier 1971, est un joueur professionnel écossais de snooker. 
Sa carrière est principalement marquée par deux victoires dans des tournois classés : le Classique de Dubaï en 1994 et l'Open de Thaïlande en 1996. En plus d'avoir gagné ces deux titres, McManus a été finaliste de six autres tournois de classement, dont deux fois à l'Open du pays de Galles (1993 et 1994). Triple demi-finaliste au championnat du monde de snooker, il a aussi remporté le Masters 1994. Sa 6e place mondiale, occupée de 1993 à 1997, est une belle preuve de sa constance au plus haut niveau.
Il est surnommé « The Angles » et « The Mac ».

## Carrière

### Débuts en fanfare (1990-1992)
Alan McManus commence sa carrière professionnelle en 1990, à l'âge de 19 ans. Dès sa première saison chez les professionnels, il est demi-finaliste du très prestigieux championnat du Royaume-Uni, tournoi de la triple couronne. Quelques semaines après ce résultat, il remporte le précieux championnat Benson & Hedges, lui assurant sa place au Masters. 
Deux ans plus tard, en 1992, il dispute sa première finale dans un tournoi classé à l'Open d'Asie (Asian Open, également connu sous le nom de « Masters de Thaïlande »), mais il est défait par Steve Davis. Il atteint également les demi-finales du championnat du monde, avant d'être battu par Jimmy White. Son tournoi est marqué par une victoire sur le tenant du titre ; John Parrott. À l'issue du tournoi, il entre pour la première fois dans le top 16 du classement mondial.

### Régularité incontestable et sommet dans la hiérarchie mondiale (1993-2006)
Après avoir été demi-finaliste au Grand Prix et au championnat du Royaume-Uni, il se propulse dans une nouvelle finale de classement, à l'Open du pays de Galles. Son manque d'expérience lui fait défaut et il s'incline contre Ken Doherty. En 1993, il est de nouveau demi-finaliste du championnat du monde au Crucible Theatre ; il s'incline face à son compatriote Stephen Hendry, après avoir battu Ronnie O'Sullivan au premier tour. Cette saison n'est que bénéfique pour McManus ; il parvient à atteindre son meilleur classement en carrière.

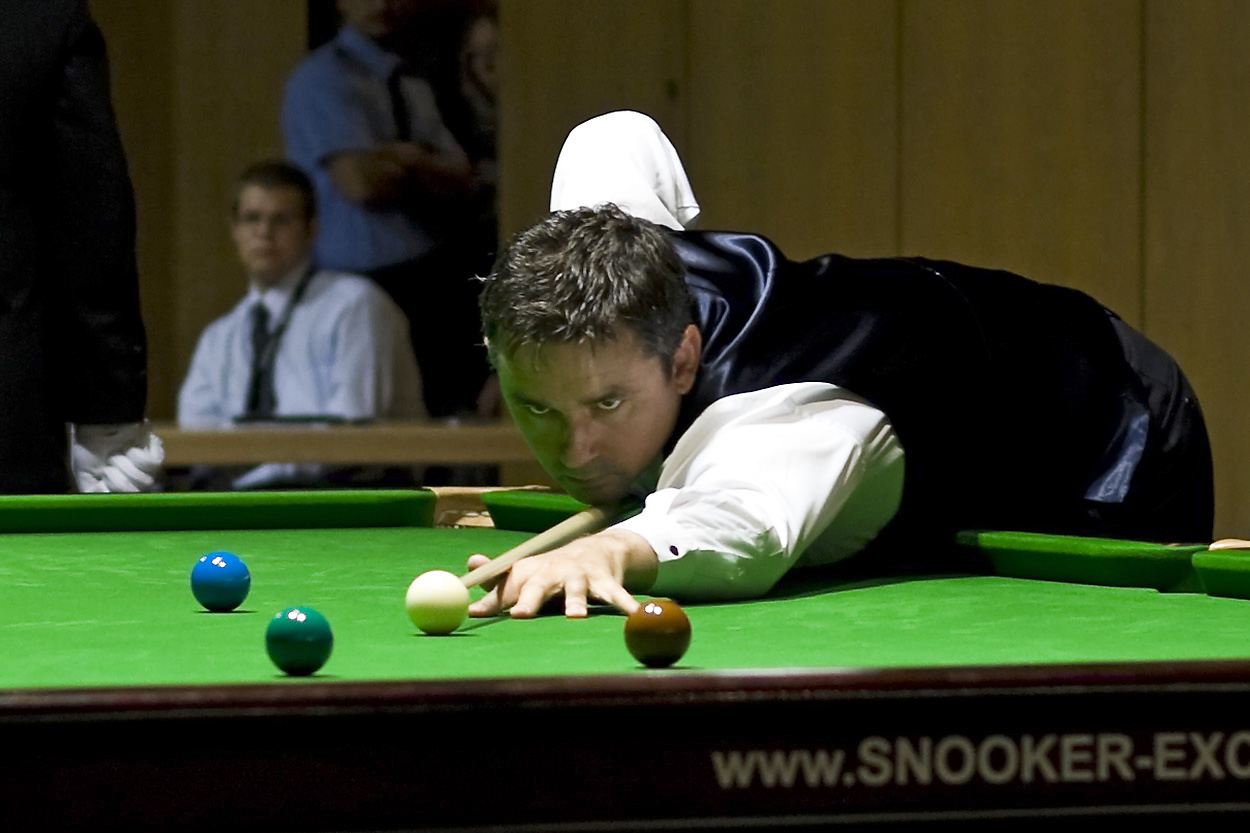
Alan McManus à la table.

Il remporte le Masters en 1994, le titre le plus important de sa carrière. En finale, il devient le premier joueur à battre Stephen Hendry lors de ce tournoi, s'imposant par 9 manches à 8 dans l'une des finales les plus disputées de l'histoire du tournoi. En maîtrise, il atteint une autre finale au pays de Galles (défaite contre Steve Davis), ainsi que cinq autres demi-finales. Les tournois non classés semblent également bien lui sourire ; il atteint les finales du Masters d’Écosse et du Masters d'Irlande (deuxième consécutive), mais perd à chaque fois. C'est également en 1994 que McManus inscrit sa première victoire dans un tournoi, au Classique de Dubaï, disposant de Peter Ebdon 9-6. En 1996, il sort victorieux de la finale du Masters de Thaïlande qui l'opposait à Ken Doherty, signant son deuxième succès dans cette catégorie de tournois.
Après plus de quatre ans à la 6e position du classement, McManus trébuche et redescend au 10e rang. Pendant cette mauvaise période, il n'atteint que deux finales non classées en Écosse, s'inclinant contre Peter Ebdon et Nigel Bond. Il revient meilleur et signe deux nouvelles finales classées la saison suivante (Open d'Irlande et Masters de Thaïlande), s'assurant un retour au premier plan. Il va d'ailleurs rester pendant trois saisons à la 8e place mondiale, avant de sortir du top 10 à l'issue de la saison 2000-2001.
McManus retrouve des couleurs en 2002 et s'offre une place de finaliste à la coupe LG (Open mondial), battu par Chris Small ; sa dernière finale à ce jour dans un tournoi de classement. De retour aux affaires, il réintègre le top 10 et y reste pendant deux saisons, réalisant notamment son premier quart de finale au Crucible en plus de dix ans. Pour ce faire, il domine son compatriote Drew Henry, ainsi que Ken Doherty, pour finalement manquer sa chance et perdre contre le surprenant Ian McCulloch. Après une saison 2005-2006 sans performances notoires, McManus sort du top 16 pour la première fois en quatorze ans.

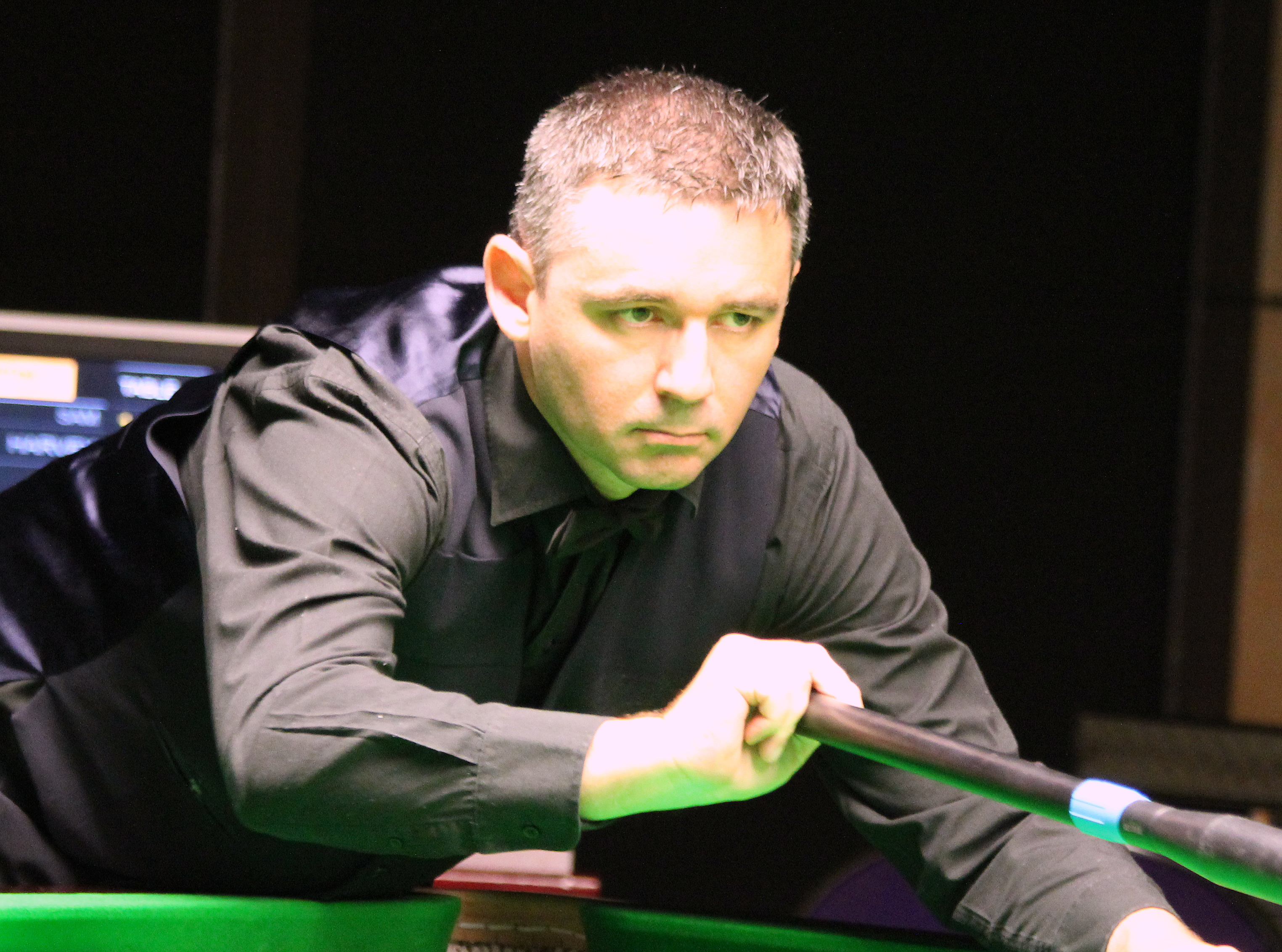
McManus en 2011.

### Long passage à vide et reprise de confiance (2007-2013)
Alan McManus continue de descendre au classement : 19e en début de saison 2006-2007, il finit cette dernière en dehors du top 30, n'atteignant qu'une seule demi-finale en tournoi majeur (Grand Prix). Ses apparitions dans les tournois de classement se font ensuite rares ; il échoue la majorité du temps sur les qualifications des tournois et perd toute sa motivation. Entre 2007 et 2012, il ne participe qu'à cinq petits tournois, comptant pour meilleure performance un huitième de finale au trophée d'Irlande du Nord en 2008.
Cependant, avec la mise en place du championnat du circuit des joueurs, McManus a l'occasion de rejouer plus souvent dans les tableaux principaux. Il saisit sa chance et signe deux quarts de finale au tournoi de Gloucester (première épreuve) et au tournoi de Gloucester (deuxième épreuve).
Il reprend très vite goût à la compétition et remporte de nouveaux matchs sur les tournois principaux. Lors de l'Open du pays de Galles 2013, il bat Joe Perry et rejoint son premier quart depuis 2006. Il finit par s'incliner contre son compatriote Stephen Maguire. En fin de saison, il bat Aditya Mehta, dans un match de neuf heures, Nigel Bond et Tom Ford, et se qualifie pour le championnat du monde pour la première fois depuis 2006. Il y est battu par Ding Junhui (10-5).

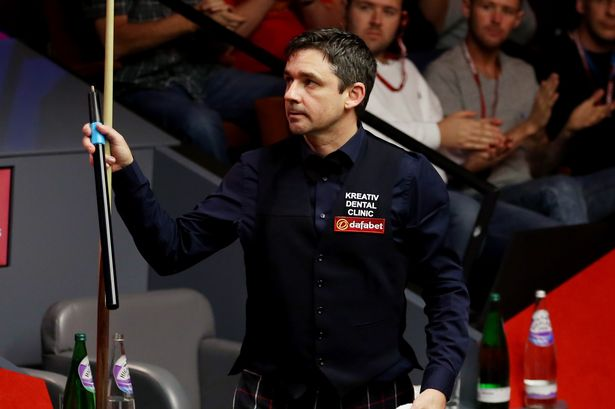
Alan McManus ; vainqueur heureux d'un nouveau match au championnat du monde.

### Retour dans le top 32 (2014-2018)
En 2013-2014, McManus se montre régulier et remonte par conséquent dans le classement mondial. Il est notamment quart de finaliste de l'Open mondial. En avril, au championnat du monde, il parvient comme l'année précédente à accéder au grand tableau. Il y retrouve un ami et un rival ; John Higgins. Il se réconcilie avec le public du Crucible Theatre, avec qui il n'a plus connu la joie d'une victoire depuis 2005, s'imposant par 10 manches à 7. Au second tour, dans un matchs de vétérans contre Ken Doherty, Alan s'impose sur le score de 13 à 8, atteignant les quarts de finale, comme en 2005. Il est cependant vaincu par le futur vainqueur : Mark Selby. Il retrouve ensuite sa place dans le top 32 du classement.
Il continue de progresser et atteint les quarts de finale au Masters de Shanghai. Au championnat du monde de 2016, âgé de 45 ans, McManus est l'invité surprise des demi-finales. Issu des qualifications, il élimine successivement Stephen Maguire (10-7), Ali Carter (13-11) et John Higgins (13-11), avant de s'incliner aux portes de la finale contre le Chinois Ding Junhui, par 17 manches à 11. Il s'assure ainsi un retour dans le top 20 ; le mieux qu'il ait fait depuis dix ans.

### Déclin et retraite (2019-2021)
Après une saison 2017-2018 très moyenne, McManus connait une chute à la 64e place du classement ; sa pire position depuis 1990 et son début de carrière. En fin de saison 2018-2019, il va jusqu'en quart de finale de l'Open de Chine, et survit dans le classement, revenant aux portes du top 50.
À la fin de la saison 2019-2020, il se qualifie pour le 21e championnat du monde de sa carrière, il perd au premier tour contre Mark Williams. À la suite de sa défaite au 2e tour de qualification du Championnat du monde 2021, Alan McManus annonce qu'il prend sa retraite et tire un trait sur une carrière professionnelle longue de 31 années. L'Écossais précise qu'il avait pris sa décision avant Noël et qu'il souhaite dorénavant se consacrer à son travail de commentateur.   

## Palmarès

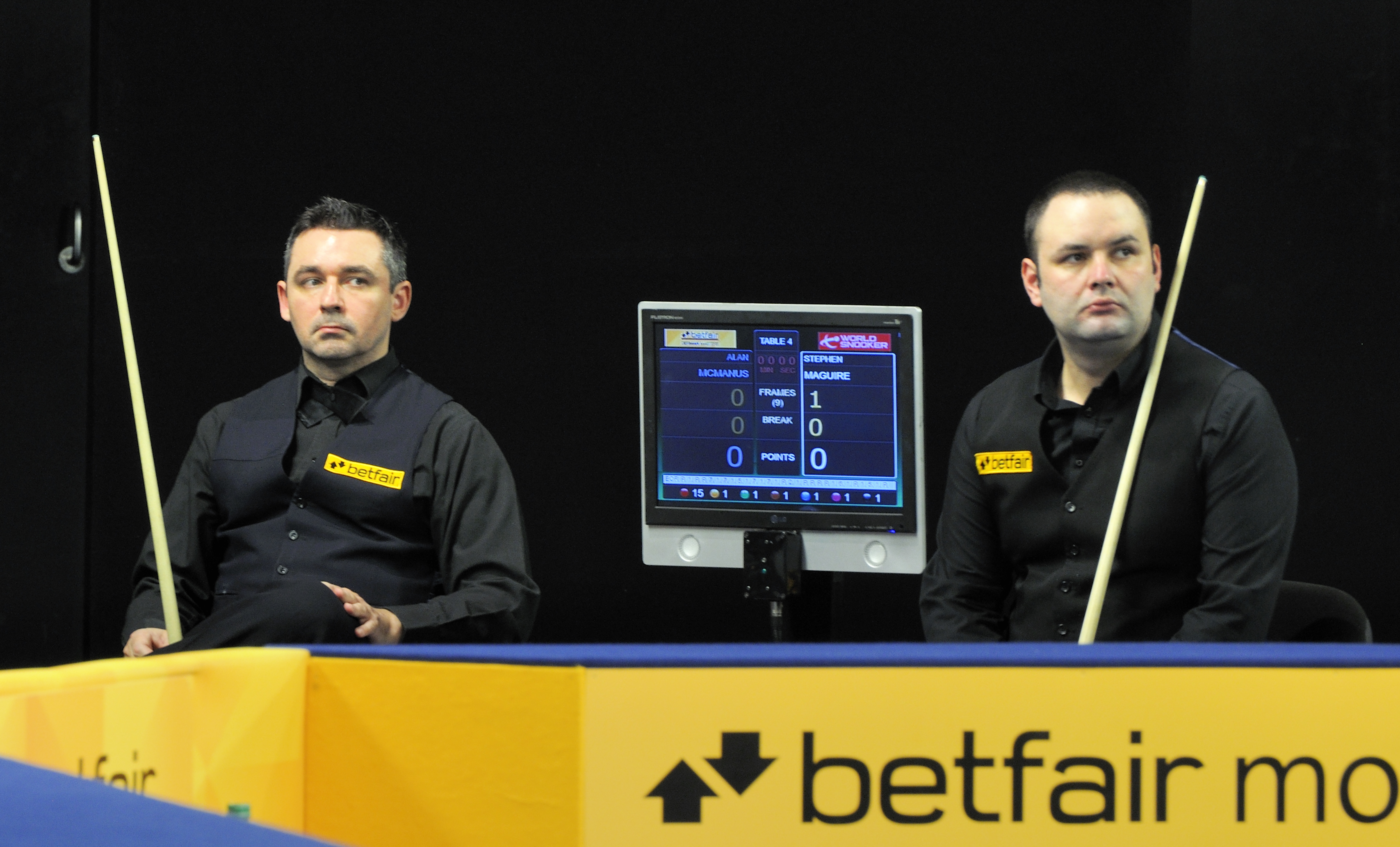
Alan McManus (à gauche) et Stephen Maguire (à droite), au Masters d'Allemagne 2013.

| Légende | Catégorie                      | Titres                         | Finales                        |
|         | Tournois classés               | 2                              | 6                              |
|         | Tournois classés mineurs       | 0                              | 1                              |
|         | Tournois non classés           | 2                              | 8                              |
|         | Tournois en équipes            | 2                              | 1                              |
|         | Tournois amateurs              | 1                              | 1                              |
| Gras    | Tournois de la triple couronne | Tournois de la triple couronne | Tournois de la triple couronne |

### Titres

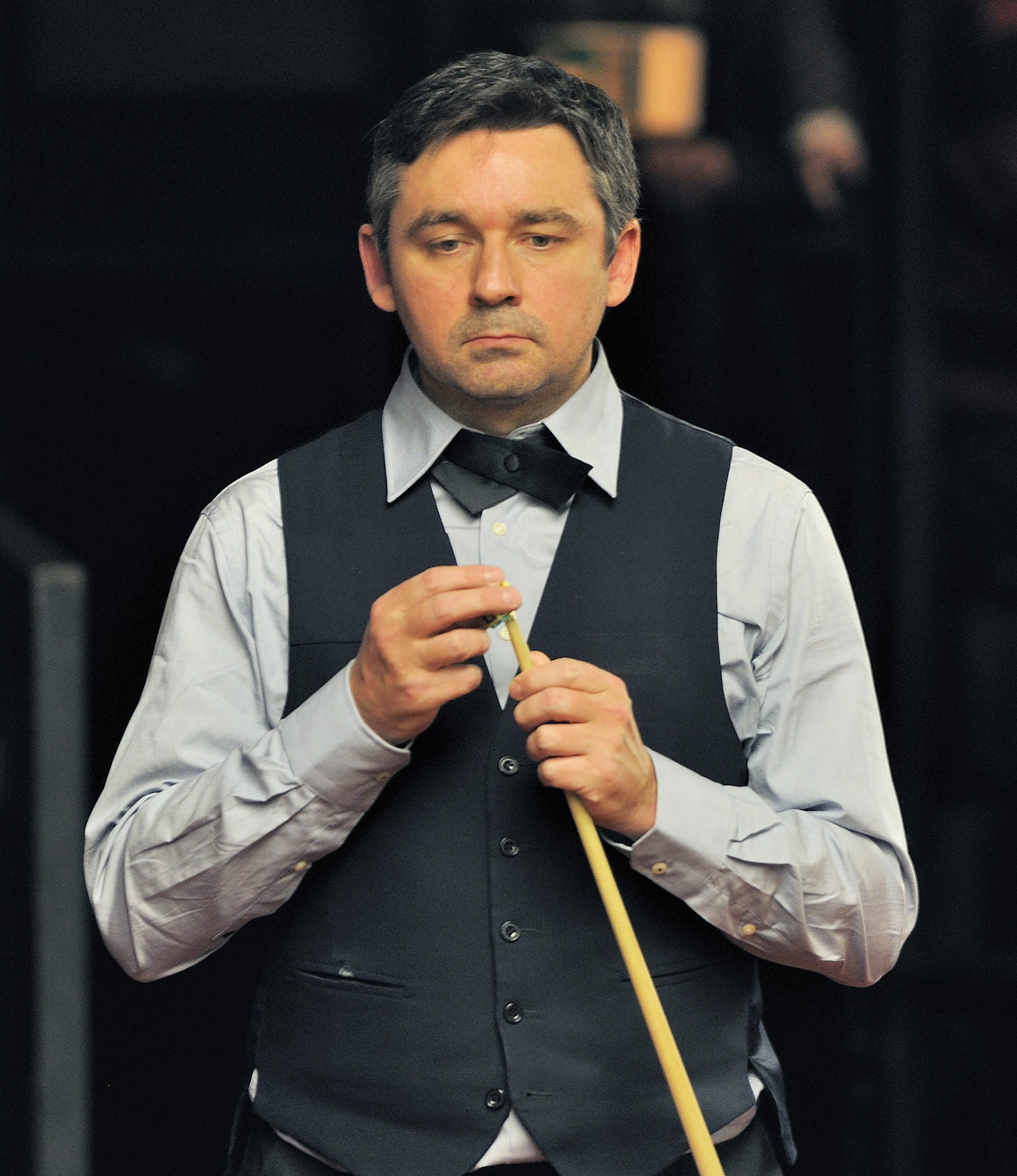
Alan McManus.

| Saison    | Nom du tournoi               | Lieu    | Finaliste       | Score | Tableau |
| 1990      | Championnat d’Écosse amateur |         | Paul McPhillips | 9-5   |         |
| 1990-1991 | Championnat Benson & Hedges  | Londres | James Wattana   | 9-5   |         |
| 1993-1994 | Masters                      | Londres | Stephen Hendry  | 9-8   | Tableau |
| 1994-1995 | Classique de Dubaï           | Dubaï   | Peter Ebdon     | 9-5   | Tableau |
| 1995-1996 | Open de Thaïlande            | Bangkok | Ken Doherty     | 9-8   | Tableau |
| 1996-1997 | Coupe du monde               | Bangkok | Irlande         | 10-7  |         |
| 2000-2001 | Coupe des nations            | Reading | Irlande         | 6-2   |         |

### Finales perdues
| Saison    | Nom du tournoi                   | Lieu                | Finaliste       | Score  | Tableau |
| 1990      | Championnat d’Angleterre amateur |                     | Joe Swail       | 11-13  |         |
| 1991-1992 | Open d'Asie                      | Bangkok             | Steve Davis     | 3-9    | Tableau |
| 1992-1993 | Championnat Benson & Hedges      | Glasgow             | Chris Small     | 6-9    |         |
| 1992-1993 | Open du pays de Galles           | Newport             | Ken Doherty     | 7-9    | Tableau |
| 1992-1993 | Masters d'Irlande                | Kill                | Steve Davis     | 4-9    |         |
| 1992-1993 | Ligue d'Europe                   | Bristol             | Jimmy White     | 7-10   |         |
| 1993-1994 | Masters d'Écosse                 | Motherwell          | Ken Doherty     | 9-10   |         |
| 1993-1994 | Open du pays de Galles (2)       | Newport             | Steve Davis     | 6-9    | Tableau |
| 1993-1994 | Masters d'Irlande (2)            | Kill                | Steve Davis     | 8-9    |         |
| 1994-1995 | Classique Top Rank               | Hat Yai             | Stephen Hendry  | [ 37 ] |         |
| 1996-1997 | Masters d'Écosse (2)             | Motherwell          | Peter Ebdon     | 6-9    |         |
| 1997-1998 | Masters d'Écosse (3)             | Motherwell          | Nigel Bond      | 8-9    |         |
| 1998-1999 | Open d'Irlande                   | Dublin              | Mark Williams   | 4-9    | Tableau |
| 1998-1999 | Coupe des nations                | Newcastle upon Tyne | Pays de Galles  | 4-6    |         |
| 1998-1999 | Masters de Thaïlande             | Bangkok             | Mark Williams   | 7-9    | Tableau |
| 2002-2003 | Coupe LG                         | Preston             | Chris Small     | 5-9    | Tableau |
| 2009-2010 | Pro Challenge Series (épreuve 1) | Leeds               | Stephen Maguire | 2-5    |         |